# Луїза Голландіна Пфальцька

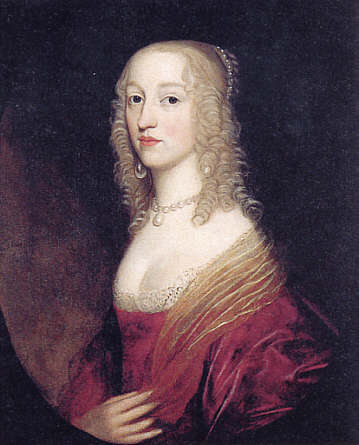
Портрет Луїзи Голландіни Герріта ван Гонтгорста, 1642 рік

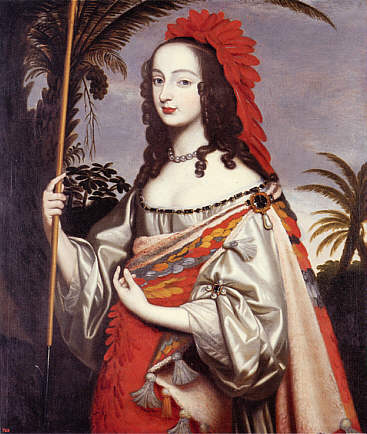
Портрет її сестри Софії Пфальцької в образі індіанки, після 1644 року

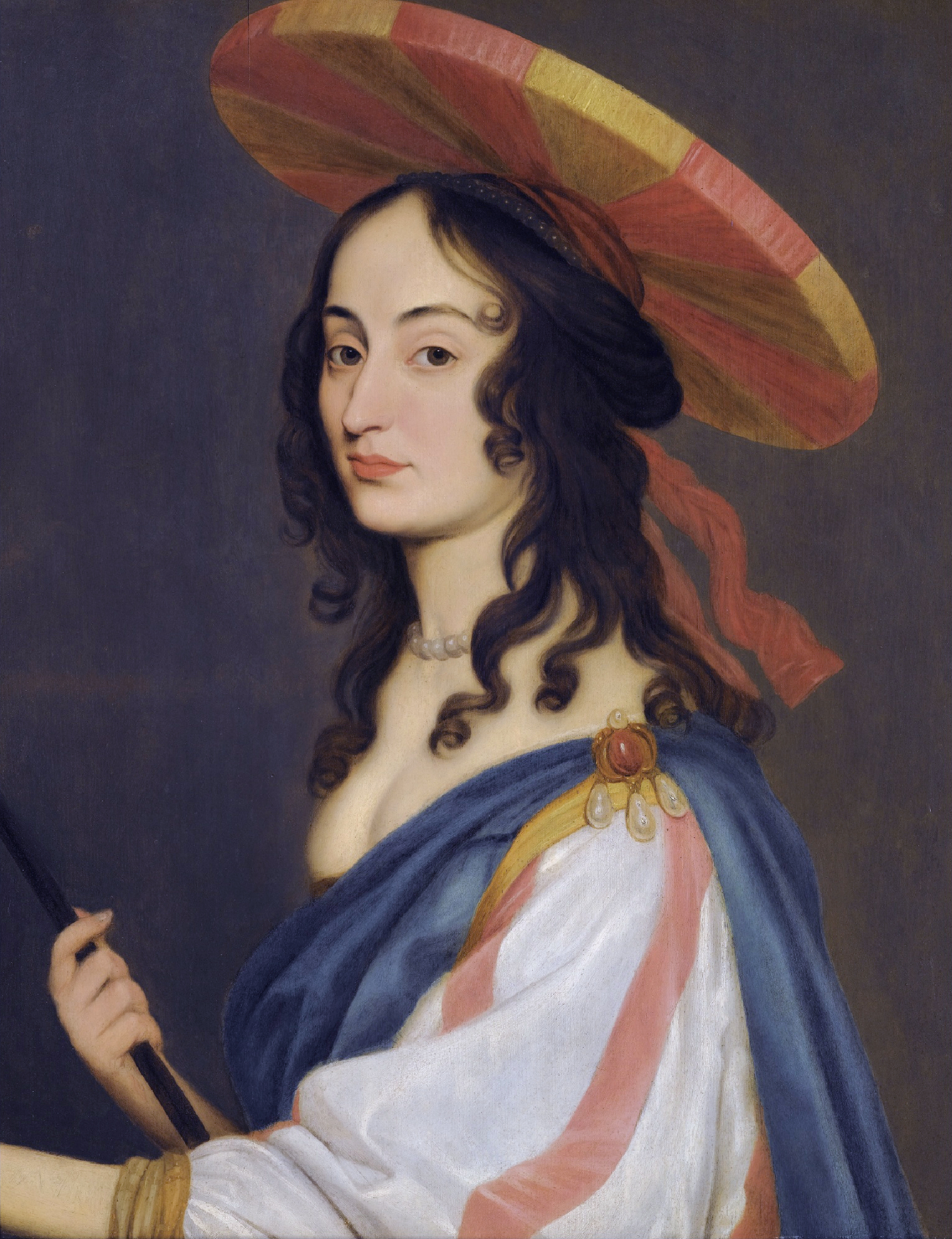
Автопортрет, близько 1650 року

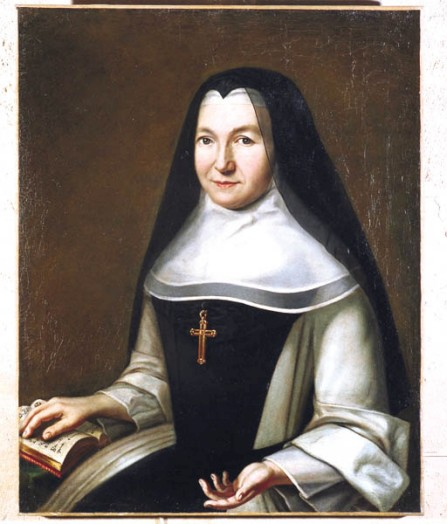
Портрет в образі цистерціанської абатиси

Луїза Голландіна Пфальцька (нім. Luise Hollandine von der Pfalz; 18 квітня 1622, Гаага — 11 лютого 1709, цистерціанський монастир Мобюіссона) — принцеса Пфальцька, титулярна графиня Пфальцька, настоятелька монастиря Мобюіссон з 1664 по 1709 рік, а також художниця і граверка.

## Життєпис
Луїза Голландіна — дочка курфюрста Фрідріха V Пфальцького (1596–1632) від його шлюбу з Єлизаветою Стюарт (1596–1662), донькою короля Англії Якова I. Народившись у голландському вигнанні після втечі її батьків, Луїзу називали Голландіною, оскільки Генеральні штати взяли її опіку. Принцеса росла під опікою вихователів у Лейдені. Після закінчення освіти вона повернулася до двору матері в Гаазі. Серед претендентів на її руку був бранденбурзький курфюрст Фрідріх Вільгельм.
19 грудня 1657 року Луїза втекла з Антверпена, де вона була єдиною зі своїх братів і сестер, яка жила з матір'ю, до Франції до своєї тітки Генрієтти Марії, вдови страченого англійського короля Карла I. Як і її брат Едуард, вона прийняла католицизм у кармелітському монастирі. У поєднанні з втечею це призвело до остаточного розриву з матір'ю. У 1664 році, за посередництва французької корони, Луїза стала абатисою монастиря Мобюіссон, куди вона вступила в 1659 році. Там вона змогла продовжити малювати. Тим не менш, вона отримувала довічну платню від Генеральних штатів, а Людовик XIV також призначив їй щорічну пенсію в розмірі 6000 ліврів. Луїза підтримувала свою сестру Софі Ганноверську в її зусиллях щодо возз'єднання церкви і вважалася прихильницею Жака Бенінья Боссюе.
У Луїзи склалися тісні стосунки з племінницею Єлизаветою-Шарлоттою (Лізелоттою Пфальцькою), яку вона часто приймала в Мобюіссоні. Єлизавета-Шарлотта писала, що Луїза Голландіна була дуже схожа на свого брата, курфюрста Карла I Людовика, і мала його рот, його очі, його голос і його манери. Після інсульту в 1705 році Луїза Голландіна була частково паралізована на останні роки свого життя.
Луїза Голландіна була талановитою художницею-портретисткою і навчалася у Герріта ван Гонтгорста. На її роботах здебільшого зображені її близькі родичі. Лише у 1980-х роках її творчості як художниці почали приділяти все більше уваги.
Відповідно до Андреаса Реса у «Навернені після Реформації» (том VII, сторінка 141), племінниця Луїзи Анна Генрієтта Баварська брала участь у її похованні в монастирі Мобюіссон. Похоронну проповідь, яка також була опублікована друком, виголосив єпископ Але-ле-Бен Жак Мабуль (1650–1723).

## Вибрані твори
- Брауншвейг, Музей Герцога Антона Ульріха
  - Подвійний портрет пари як Марс і Венера, близько 1669 року
- Ганновер, Державний музей Нижньої Саксонії
  - Портрет Єлизавети, графині Нассау, близько 1660 року
  - Портрет Єлизавети, ландграфині Гессен-Касселя, близько 1670 року
  - Портрет Єлизавети Шарлотти Пфальцької, близько 1670 року
- Іссельбург, Музей Вассербург Ангольт
  - Портрет Софі Пфальцької в образі індіанки, після 1644 року